# Gamboa (Panamá)
Gamboa es una población de Panamá ubicada en la zona del Canal de Panamá, en el área donde se unen el lago Gatún con el río Chagres. Ubicada en medio de un bosque lluvioso a 32 kilómetros de Ciudad de Panamá, se ha convertido en uno de los principales destinos turísticos del país debido a su ecoturismo.

## Historia
El origen de Gamboa está asociado a la construcción del Canal de Panamá. La zona se empezó a poblar en 1911 con casas y cabañas a orillas del río Chagres para los trabajadores que construían el Canal de Panamá, donde después residieron militares de Estados Unidos hasta 1999.

## Actividades
Las principales atracciones turísticas de Gamboa están relacionadas con el ecoturismo. Entre ellas se destacan el Parque Municipal Summit, hogar del águila arpía (ave nacional de Panamá) y el Parque Nacional Soberanía, rico en biodiversidad. Dentro del parque se encuentra una estación de investigación científica operada por el Instituto Smithsoniano y el Gamboa Rainforest Resort, un hotel ecoturístico. 
Su vasta naturaleza, ha inspirado cuentos y narraciones, como en el caso de Gamboa 3:15 del autor panameño Saúl Pérez Tapia. Una historia de ficción y actividades sobrenaturales, que se desarrolla en una residencia del área.